# Liste der Biografien/Horv
Liste der Biografien |
Portal Biografien |
Personensuche
# |
A |
B |
C |
D |
E |
F |
G |
H |
I |
J |
K |
L |
M |
N |
O |
P |
Q |
R |
S |
T |
U |
V |
W |
X |
Y |
Z |
?
 
Ha |
Hd |
He |
Hi |
Hj |
Hk |
Hl |
Hm |
Hn |
Ho |
Hr |
Hs |
Ht |
Hu |
Hv |
Hw |
Hy
 
Hoa |
Hob |
Hoc |
Hod |
Hoe |
Hof |
Hog–Hok |
Hol |
Hom |
Hon |
Hoo |
Hop |
Hoq |
Hor |
Hos |
Hot |
Hou |
Hov |
How |
Hox |
Hoy |
Hoz
 
Hora |
Horb |
Horc |
Hord |
Hore |
Horf |
Horg |
Horh |
Hori |
Horj |
Hork |
Horl |
Horm |
Horn |
Horo |
Horp |
Horr |
Hors |
Hort |
Horu |
Horv |
Horw |
Horx |
Hory |
Horz
Die Liste der Biografien führt alle Personen auf, die in der deutschsprachigen Wikipedia einen Artikel haben. Dieses ist eine Teilliste mit 130 Einträgen von Personen, deren Namen mit den Buchstaben „Horv“ beginnt.

## Horv

### Horva
- Horvat, Aljosha (* 1991), deutscher Schauspieler
- Horvat, Anita (* 1996), slowenische Sprinterin
- Horvat, Bo (* 1995), kanadischer Eishockeyspieler
- Horvát, Boldizsár (1822–1898), ungarischer Politiker, Jurist und Justizminister
- Horvat, Branko (1928–2003), jugoslawischer bzw. kroatischer Ökonom und Politiker
- Horvat, Danielle (* 1991), australische Schauspielerin
- Horvat, Darko (* 1973), kroatischer Fußballspieler
- Horvat, Dmitri Leonidowitsch (1859–1937), russischer Verkehrsingenieur und Generalleutnant
- Horvat, Dragutin (* 1976), deutscher Dartspieler
- Horvat, Elena (* 1958), rumänische Ruderin
- Horvat, Frank (1928–2020), italienischer Photograph
- Horvat, Hrvoje (* 1946), kroatisch-deutscher Handballtrainer und -spieler
- Horvat, Hrvoje (* 1977), kroatischer Handballspieler und -trainer sowie Beachhandballspieler
- Horvat, Ivan (* 1993), kroatischer HandballspielerIvan Horvat (* 1993)

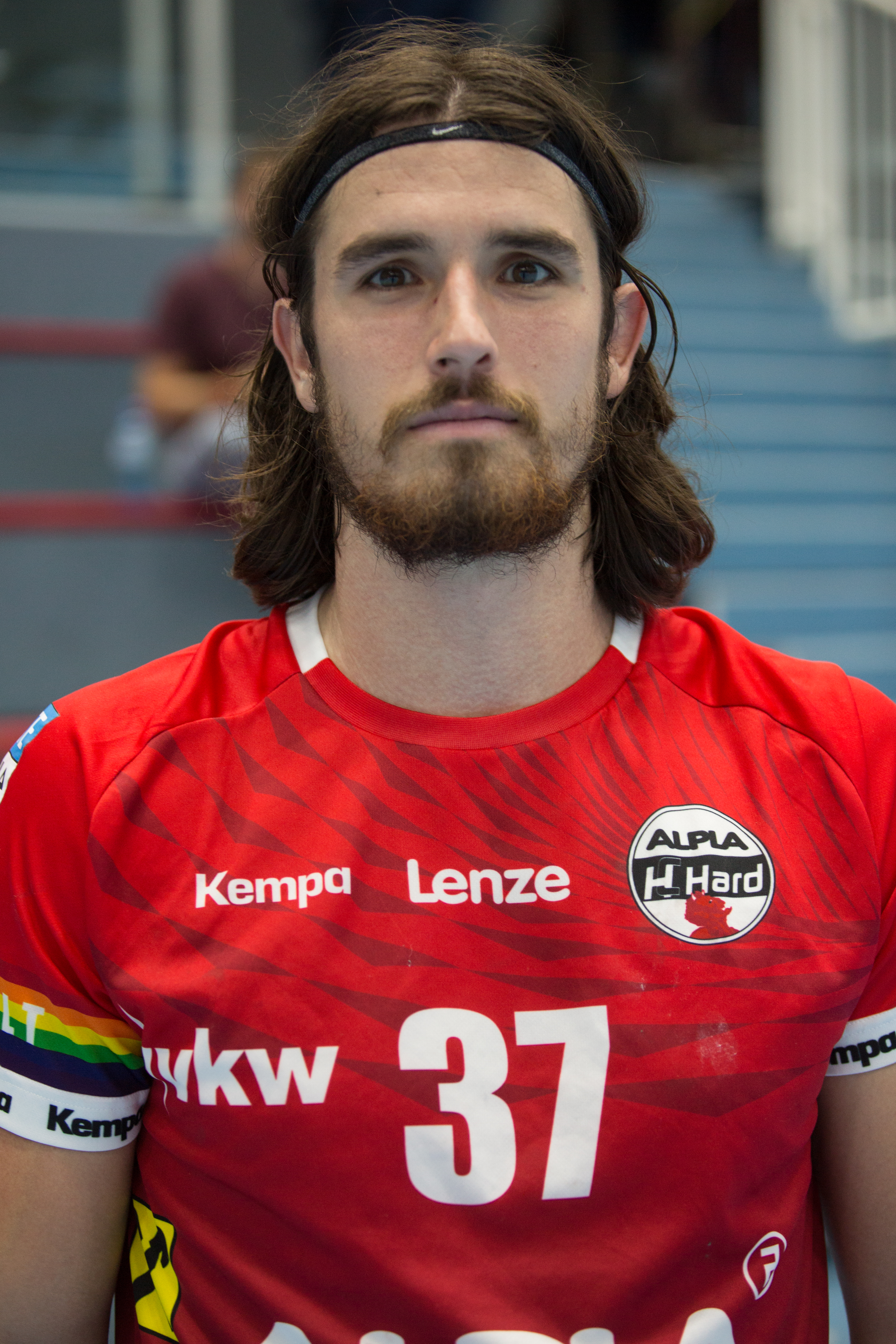
Ivan Horvat (* 1993)

- Horvat, Ivan (* 1993), kroatischer Stabhochspringer
- Horvat, Ivica (1926–2012), jugoslawischer Fußballspieler und -trainer
- Horvat, Ivo (1897–1963), jugoslawischer Botaniker und Hochschulprofessor
- Horvat, Ivor (* 1991), kroatischer Fußballspieler
- Horvat, Jovan (1722–1786), serbisch-russischer Generalleutnant
- Horvát, Lili (* 1982), ungarische Filmregisseurin und Drehbuchautorin
- Horvat, Martina (* 1979), kroatische Fußballspielerin
- Horvat, Matija (* 1999), kroatischer Fußballspieler
- Horvat, Miha (* 1982), slowenischer Badmintonspieler
- Horvat, Milan (1919–2014), kroatisch- bzw. jugoslawisch-österreichischer Dirigent
- Horvat, Nikolina (* 1986), kroatische Hürdenläuferin
- Horvat, Roman (* 1971), slowenischer Basketballspieler
- Horvat, Sabrina (* 1997), österreichische Fußballspielerin
- Horvat, Srećko (* 1983), kroatischer Philosoph und Autor
- Horvat, Stevan (1932–2018), jugoslawischer Ringer
- Horvat, Tomi (* 1999), slowenischer FußballspielerTomi Horvat (* 1999)

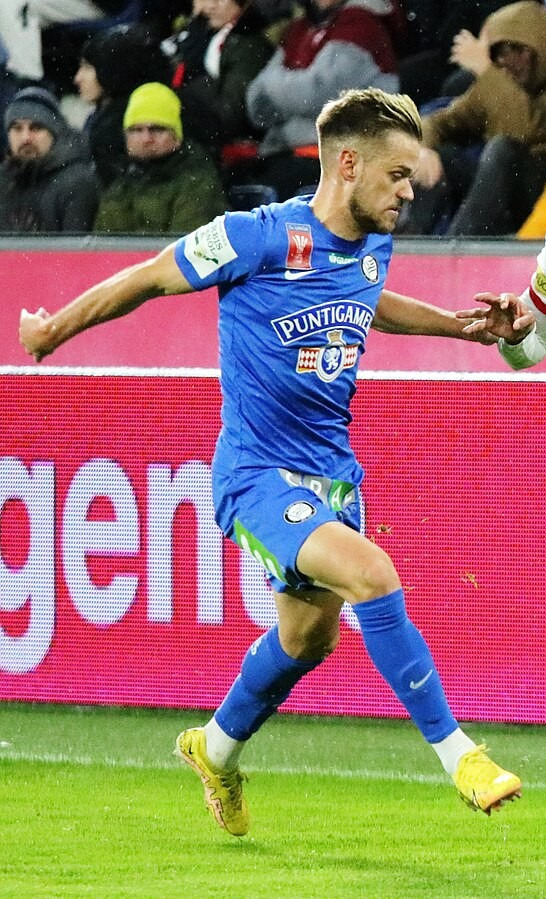
Tomi Horvat (* 1999)

- Horvat, Zlatko (* 1984), kroatischer Handballspieler
- Horvat-Dunjko, Lidija (* 1967), kroatische Opernsängerin (Sopran) und Dozentin an der Musikakademie Zagreb
- Horvatek, Günther (1943–1986), österreichischer Politiker (SPÖ), Landtagsabgeordneter, Journalist
- Horvatek, Norbert (1888–1982), österreichischer Politiker (SPÖ), Landtagsabgeordneter, Abgeordneter zum Nationalrat
- Horváth, Ádám (* 1981), ungarischer Schachmeister
- Horvath, Adrienne (1925–2012), französische Politikerin, Mitglied der Nationalversammlung
- Horváth, Andor (1778–1839), ungarischer Epiker
- Horváth, András (* 1976), ungarischer Eishockeyspieler
- Horvath, Andreas (* 1968), österreichischer Fotograf und Filmemacher
- Horvath, Anton (1888–1966), österreichischer Sattlermeister und Politiker (CS), MdL (Burgenland)
- Horváth, Arthur (* 1974), deutscher Liedermacher
- Horváth, Attila (1967–2020), ungarischer Leichtathlet
- Horváth, Balázs (1942–2006), ungarischer Politiker, Mitglied des Parlaments
- Horvath, Barbara (* 1973), österreichische Schauspielerin
- Horvath, Bronco (1930–2019), kanadischer Eishockeyspieler und -trainer
- Horvath, Carl Christian (1752–1837), Buchhändler, Gründer des deutschen Börsenvereins der Buchhändler zu Leipzig
- Horváth, Csaba (1930–2004), ungarisch-US-amerikanischer Chemieingenieur
- Horváth, Csaba (* 1968), ungarischer Schachmeister
- Horváth, Csaba (* 1971), ungarischer Kanute
- Horvath, David (* 1971), US-amerikanischer Künstler
- Horvath, Dominik (* 2003), österreichischer Schachspieler
- Horvath, Ema (* 1994), US-amerikanische SchauspielerinEma Horvath (* 1994)

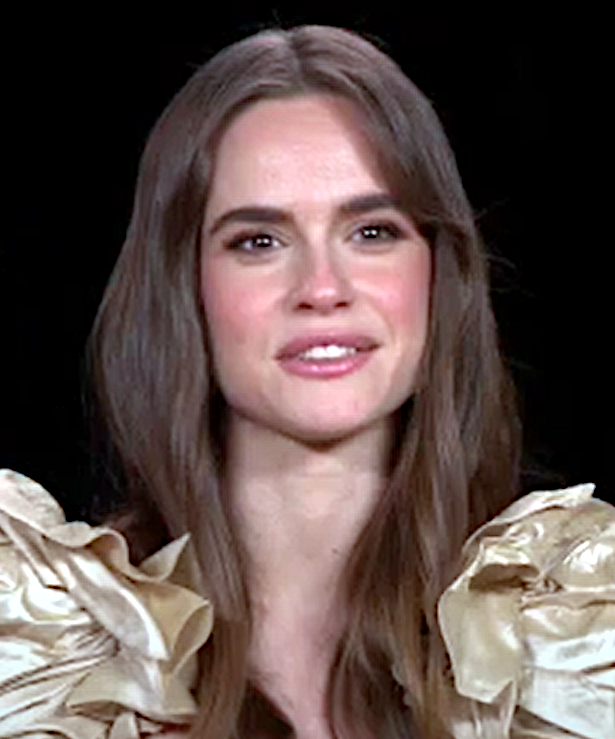
Ema Horvath (* 1994)

- Horvath, Esther (* 1979), ungarische Fotografin
- Horvath, Ethan (* 1995), US-amerikanischer Fußballtorhüter
- Horváth, Ferenc (* 1939), ungarischer Radrennfahrer
- Horváth, Ferenc (* 1973), ungarischer Fußballspieler und -trainer
- Horvath, Francisc (* 1928), rumänischer Ringer
- Horváth, Friderika (* 1970), ungarische Provinzialrömische Archäologin
- Horváth, Gábor (* 1971), ungarischer Kanute
- Horvath, George (1960–2022), schwedischer Moderner Fünfkämpfer
- Horvath, Gerald (* 1978), österreichischer Triathlet
- Horváth, Géza (1868–1925), ungarischer Komponist, Arrangeur und Musikschuldirektor
- Horváth, Géza von (1847–1937), ungarischer Mediziner und Insektenkundler
- Horvath, Gilda (* 1983), österreichische Journalistin und Roma-Aktivistin
- Horváth, Gyula (1912–1992), ungarischer Politiker, stellvertretender Innenminister (1958–1960)
- Horváth, Gyula Toki (1920–1971), ungarischer Zigeunergeiger
- Horvath, Helmuth (1941–2022), österreichischer Physiker
- Horvath, Ignaz (1895–1973), österreichischer Geistlicher und Politiker, Landtagsabgeordneter
- Horváth, Imre (1901–1958), ungarischer Diplomat und Politiker der Ungarischen Kommunistischen Partei
- Horváth, István (* 1935), ungarischer kommunistischer Politiker, Mitglied des Parlaments
- Horvath, Joan, US-amerikanische Filmproduzentin, Autorin und Regisseurin
- Horvath, Johann (1900–1983), österreichischer Politiker (CS), Landtagsabgeordneter
- Horvath, Johann (1903–1968), österreichischer Fußballspieler
- Horváth, Josef Maria (1931–2019), österreichisch-ungarischer Komponist und Pianist
- Horváth, József (* 1931), ungarischer Generalmajor
- Horváth, József (1947–2022), ungarischer Handballspieler
- Horváth, József (* 1964), ungarischer Schachmeister
- Horváth, József Barcza (* 1974), ungarischer Jazzmusiker (Bass, Komposition)
- Horváth, József Plútó (* 1980), ungarischer Bassist und Komponist
- Horvath, Julia (* 1974), österreichische Schauspielerin
- Horvath, Kathleen (* 1965), US-amerikanische Tennisspielerin
- Horváth, Kornél (* 1954), ungarischer Musiker, Jazz-Perkussionist
- Horváth, Kristóf (* 1977), ungarischer Badmintonspieler
- Horváth, Krisztofer (* 2002), ungarischer Fußballspieler
- Horváth, László (1946–2025), ungarischer Pentathlet
- Horvath, Linda (* 1978), österreichische Leichtathletin
- Horvath, Luis (* 1996), österreichischer American-Football-Spieler
- Horvath, Manfred (* 1960), österreichischer Radrennfahrer
- Horvath, Manfred (* 1962), österreichischer Fotograf
- Horvath, Maria (* 1963), österreichische Schachspielerin
- Horváth, Mariann (* 1968), ungarische Degenfechterin
- Horvath, Michael (* 1963), österreichischer Schriftsteller und Journalist
- Horvath, Michael (* 1982), österreichischer Fußballspieler
- Horváth, Mihály (1809–1878), ungarischer Chronist, katholischer Bischof, Politiker
- Horváth, Milán (* 2001), ungarischer Eishockeyspieler
- Horváth, Nóra (* 1986), ungarische Fußballspielerin
- Horváth, Ödön von (1901–1938), österreichischer SchriftstellerÖdön von Horváth (1901–1938)

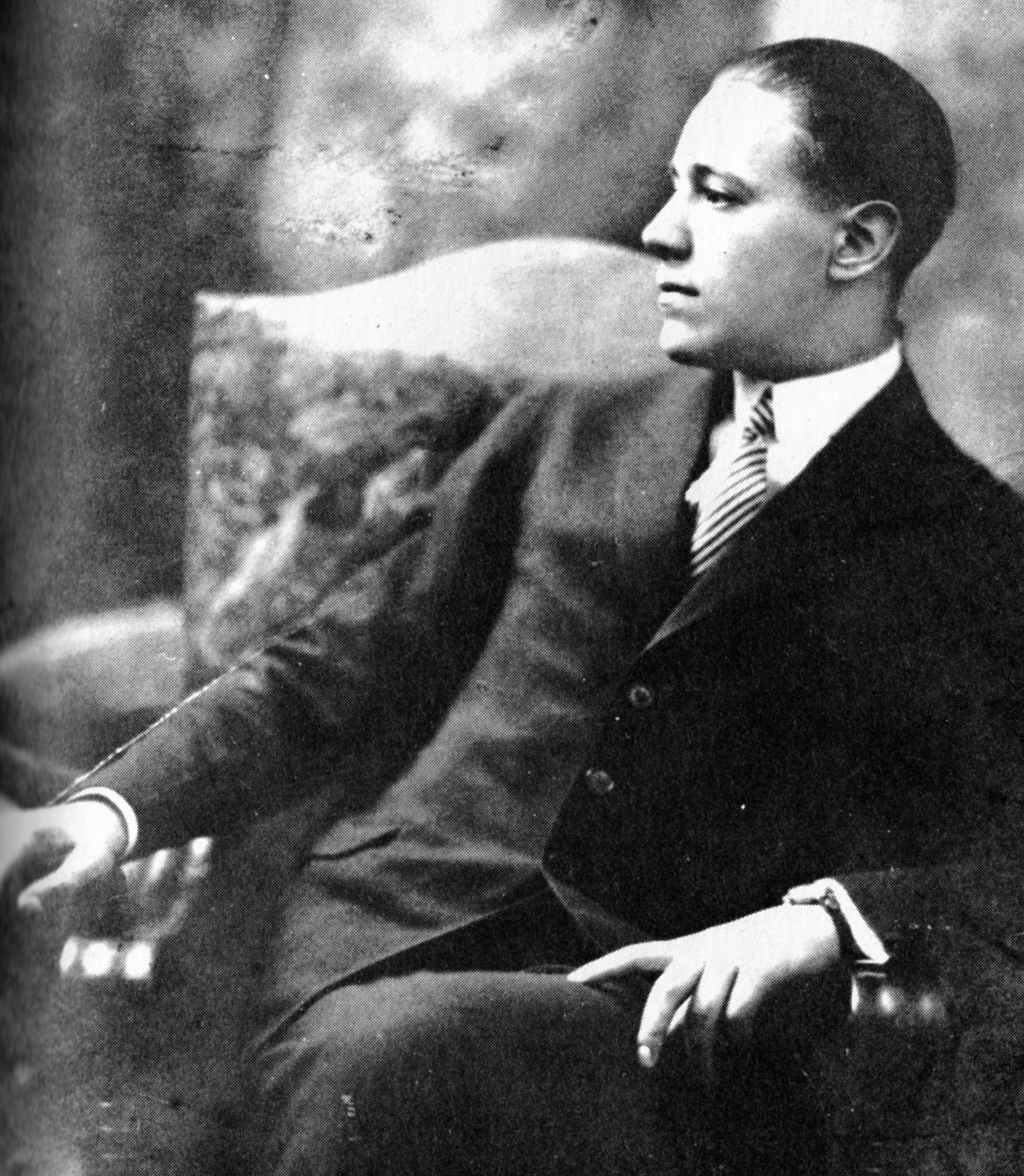
Ödön von Horváth (1901–1938)

- Horváth, Pablo (* 1962), Schweizer Architekt und Hochschullehrer
- Horváth, Pavel (* 1975), tschechischer Fußballspieler
- Horváth, Péter (1937–2022), deutscher Betriebswirtschaftler und Controlling-ExpertePéter Horváth (1937–2022)

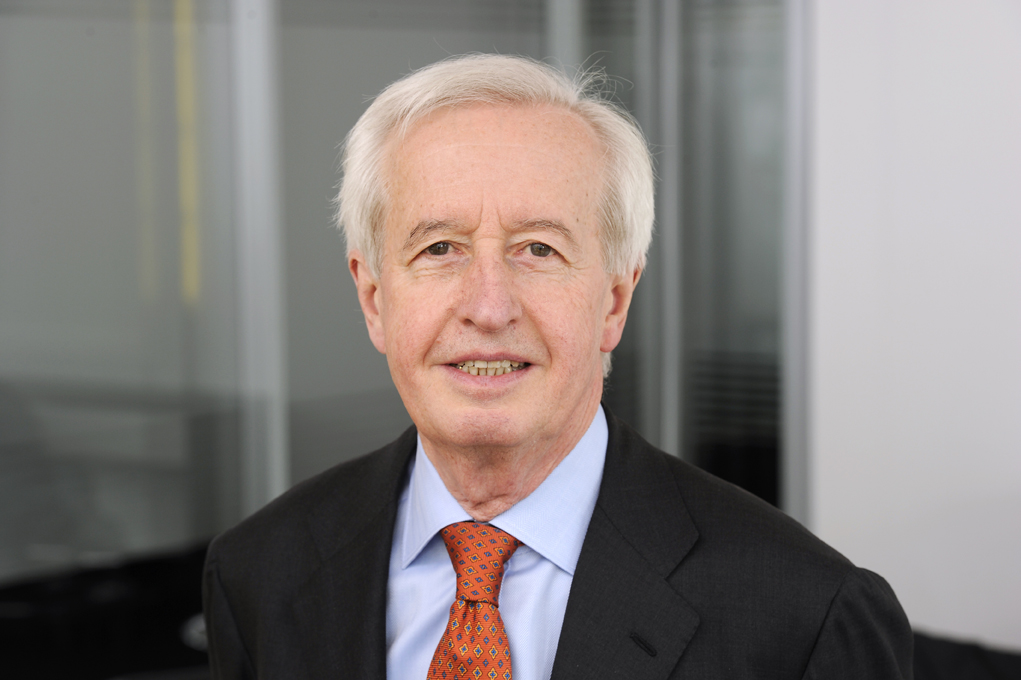
Péter Horváth (1937–2022)

- Horváth, Péter (* 1972), ungarischer Schachmeister
- Horváth, Péter (* 1974), ungarischer Schwimmer
- Horvath, Philippe (* 1970), französischer Biologe
- Horvath, Polly (* 1957), kanadische Kinder- und Jugendbuchautorin US-amerikanischer Herkunft
- Horvath, Roland (* 1945), österreichischer Hornist
- Horváth, Sarah (* 1993), deutsche Schauspielerin
- Horvath, Sascha (* 1996), österreichischer Fußballspieler
- Horváth, Stanislav (* 1945), Münchner Maler und Bildhauer
- Horvath, Stefan (* 1949), österreichischer Schriftsteller
- Horvath, Steve (* 1967), deutsch-amerikanischer Alterungsforscher, Genetiker und Biostatistiker
- Horváth, Viktor (* 1978), ungarischer Pentathlet
- Horvath, Werner (* 1949), österreichischer Maler
- Horváth, Willy (1917–2011), deutscher Violinist
- Horvath, Wolfgang (* 1966), österreichischer Dirigent und Kirchenmusiker
- Horváth, Zoltán (* 1937), ungarischer Fechter
- Horváth, Zsófia (* 1989), ungarische Badmintonspielerin
- Horváthová, Jana (* 1967), tschechische Historikerin und Museologin
- Horvatin, Heinrich, deutscher Architekt
- Horvátová, Henrieta (* 1999), slowakische Biathletin
- Horvatović, Đura (1835–1895), serbischer General

### Horve
- Horve, Thore (1899–1990), norwegischer Marineoffizier (Vizeadmiral) und Marineoberbefehlshaber
- Horvers, Maud (* 2006), niederländische Handballspielerin
- Horvers, Toine (* 1947), niederländischer Performance- und Klangkünstler

### Horvi
- Horvilleur, Delphine (* 1974), französische RabbiDelphine Horvilleur (* 1974)
- Horvitch, Andy (* 1949), Filmeditor

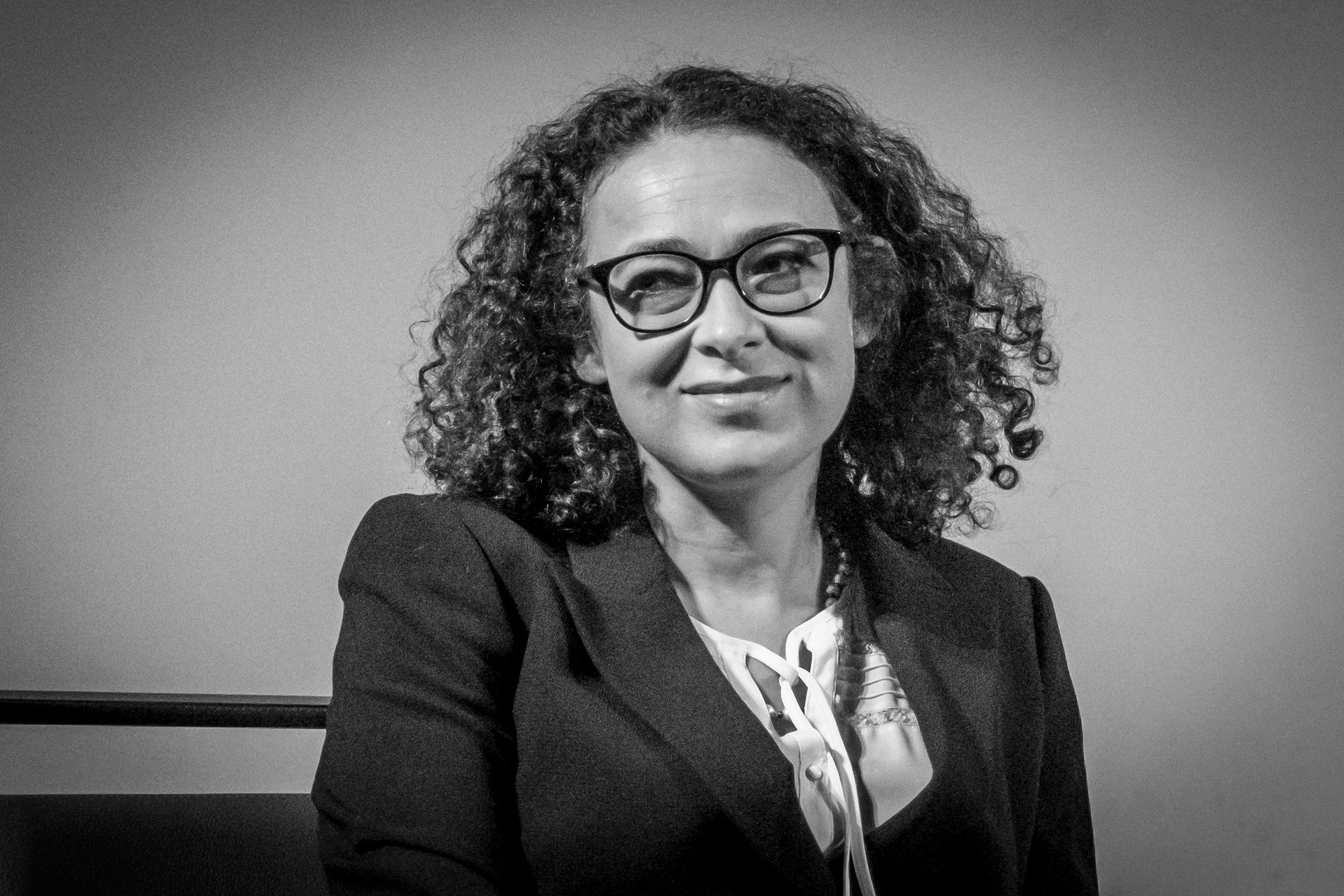
Delphine Horvilleur (* 1974)

- Horvitz, Bill (1947–2017), US-amerikanischer Jazzmusiker
- Horvitz, Eric (* 1958), US-amerikanischer Informatiker
- Horvitz, H. Robert (* 1947), US-amerikanischer Biologe, Professor für Biologie
- Horvitz, Louis J. (* 1946), US-amerikanischer Filmproduzent und Filmregisseur
- Horvitz, Wayne (* 1955), US-amerikanischer Komponist und Fusionmusiker